# Карстолово (Гатчинский район)
Ка́рстолово (фин. Karstala) — деревня в Гатчинском муниципальном округе Ленинградской области.

## История
Согласно «Топографической карте частей Санкт-Петербургской и Выборгской губерний» в 1860 году, деревня называлась Тяглинская Новая деревня (Карстова) и насчитывала 6 крестьянских дворов.

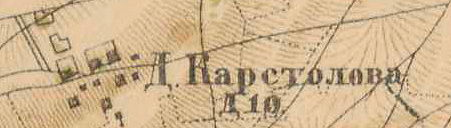
План деревни Карстолово. 1885 год

В 1885 году деревня Карстолова насчитывала 10 дворов.
В конце XIX — начале XX века деревня административно относилась к Гатчинской волости 2-го стана Царскосельского уезда Санкт-Петербургской губернии.
К 1913 году количество дворов уменьшилось до 6. Население деревни было смешанным, финско-эстонским.
С 1917 по 1922 год смежные деревни Большое Карстолово и Малое Карстолово входили в состав Эстонского сельсовета Гатчинской волости Детскосельского уезда.
С 1922 года в составе Черницкого сельсовета.
С 1923 года в составе Эстонского сельсовета Гатчинского уезда.
С 1924 года вновь в составе Черницкого сельсовета.
Согласно данным переписи населения СССР 1926 года в деревне Карсталово Большое Черницкого сельсовета Троцкой волости Троцкого уезда проживали 111 человек — финны, русские и эстонцы, в деревне Карсталово Малое — 39, все эстонцы.
В 1928 году общее население составляло 140 человек.

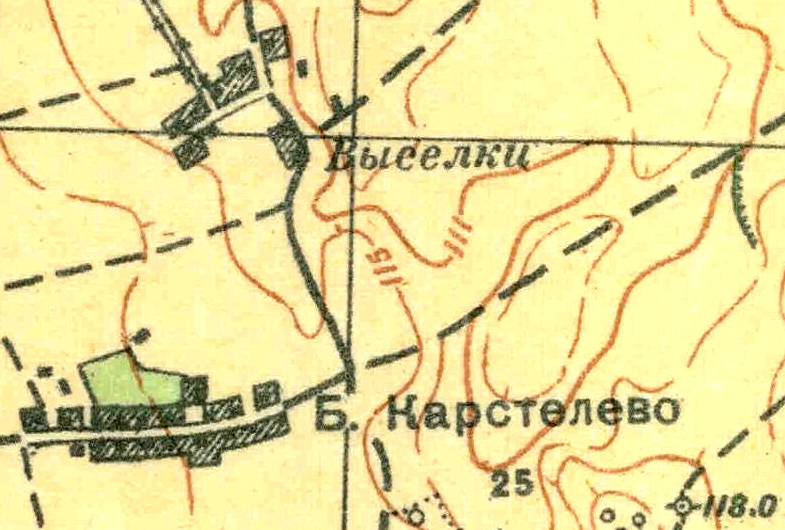
План деревни Карстолово. 1931 год

На топографической карте 1931 года была обозначена деревня Большое Карстелево, которая насчитывала 25 дворов, а смежно с ней — безымянные выселки.
По административным данным 1933 года деревни назывались Большое Корсталово и Малое Корсталово, они входили в состав Черницкого финского национального сельсовета Красногвардейского района.
С 1939 года в составе Никольского сельсовета.
C 1 августа 1941 года по 31 декабря 1943 года деревня находилась в оккупации.
В 1958 году население деревни составляло 137 человек.
По данным 1966 года деревня Карстолово также входила в состав Никольского сельсовета.
По данным 1973 года деревня Карстолово входила в состав Большеколпанского сельсовета.
По данным 1990 года деревня Карстолово входила в состав Войсковицкого сельсовета.
В 1997 году в деревне проживал 31 человек, в 2002 году — 36 человек (русские — 80%), в 2007 году — 47, в 2010 году — 61.
В 2011 году в деревне было 24 хозяйства.

## География
Деревня расположена в северо-западной части района на автодороге А120 (Санкт-Петербургское южное полукольцо).
Расстояние до административного центра поселения, посёлка Войсковицы — 2 км.
Расстояние до ближайшей железнодорожной станции Войсковицы — 4 км.

## Демография
| 2007 | 2010 | 2017 |
| ---- | ---- | ---- |
| 47   | ↗61  | ↗63  |

### Национальный состав
Согласно данным Всероссийской переписи населения 2021 года в деревне проживал 101 человек, из них:
 русские — 100, таджики — 1 человек.

## Улицы
Дачная, Дружный переулок, Новая, Старый переулок, Фабричная.